# Chibalo
Chibalo é o conceito de servidão por dívida ou trabalho forçado no Ultramar Português (as províncias ultramarinas portuguesas na África e Ásia ), mais notadamente em Angola e Portugal (ao contrário dos outros impérios europeus do século 20, as possessões portuguesas deixaram de ser consideradas legalmente colónias pela revisão constitucional de 1951, passando a ser designadas como províncias ultramarinas, parcelas de pleno direito do Estado Português, como forma de atenuar a pressão internacional para a descolonização).
Em 1869, os portugueses aboliram oficialmente a escravidão, mas, na prática, continuaram assim mesmo. Chibalo foi usado para construir a infraestrutura das províncias africanas, pois apenas colonos portugueses e assimilados recebiam educação e estavam isentos deste trabalho forçado.

## Sistema Chibalo
Segundo o professor Motsomi Marobela: 
 No coração do colapso da agricultura na África Austral estava um desagradável sistema tributário colonial - o imposto sobre cabanas. Foi a introdução desse imposto que criou o que Marx chamou de " exército de reserva de trabalho ", que foi barbaramente explorado pelo capital de mineração. Foi esse trabalho forçado que trabalhou plantações e minas coloniais. Assim, de acordo com Seddon (2002),  'o termo chibalo ou xibalo foi usado comumente na África central e do sul a partir do final do século XIX para descrever uma variedade de formas opressivas de trabalho introduzidas pelos europeus.' Em Botsuana, por exemplo, diz-se que os homens que partiram para as minas sul-africanas foram para o makgoeng (para os brancos) por um período de seis meses como trabalhadores migrantes. Parte de seus pequenos ganhos foi para pagar o imposto. Mas as consequências de tal migração de mão de obra coagida foram profundamente prejudiciais para as economias nativas, que eram principalmente agrárias.  
 Sob o regime do Estado Novo de António de Oliveira Salazar, o chibalo foi usado em Moçambique para cultivar algodão . A Companhia do Niassa é um exemplo do tipo de empresas que poderiam florescer desde que tinham acesso a uma força de trabalho não remunerada. O investimento estrangeiro nas províncias ultramarinas portuguesas foi banido para que Portugal se beneficiasse diretamente. Todos os homens de idade adequada tiveram que trabalhar nos campos de algodão, que se tornaram inúteis para a produção de alimentos, levando à fome e desnutrição.
Chibalo superou a escravidão por quase um século, tendo sido apenas abolida em 1901, uma mera década e meia antes do final dos cinco séculos que abrangem o Império Português . No entanto, enfrentou forte oposição desde o final do século XIX de colonialistas e empresários portugueses, nomeadamente Theodorico de Sacadura Botte nas províncias de Marracuene e Magude, em Moçambique Português .